# Lièpvrette
Die Lièpvrette (dt. Leber, Leberbach) ist ein 25 km langer Fluss im Elsass in Frankreich, der in den Départements Haut-Rhin und Bas-Rhin verläuft.

## Name
Der Bach wurde 1322 (von der Leberahe) erstmals schriftlich genannt. Im Mittelhochdeutschen beschrieb leber eine Binsenart.

## Geographie

### Verlauf
Die Lièpvrette  entspringt auf 750 m am Col des Bagenelles im Brézouard-Massiv südlich Sainte-Marie-aux-Mines. Sie passiert die vorgenannte Gemeinde sowie Lièpvre und das Dorf La Vancelle und mündet in den Fluss Giessen im Einzugsgebiet des Rheins.

### Zuflüsse
- Robinot (links), 4,5 km
- Fertrupt (rechts)
- Trachenbach (links)
- Rombach (links)
- Söbäche (rechts)
- Timbach (rechts)
- Votembach (rechts)
- Rombach (links)
- Mollenbach (rechts)
- Rösselbach (links)
- Fuehlbach (links)
- Saarbach[4] (rechts), 4,2 km
- Grossedebaechel (rechts)
- Riehbach (rechts)

## Hydrologie
An der Mündung der Lièpvrette in die Giessen beträgt die mittlere Abflussmenge (MQ)2,02 m³/s; das Einzugsgebiet umfasst hier 130 km².
Am Pegel Lièpvre wurde über einen Zeitraum von 46 Jahren (1965–2010) die durchschnittliche jährliche Abflussmenge der Lièpvrette berechnet. Das Einzugsgebiet entspricht an dieser Stelle mit 108 km² etwa 83 % des vollständigen Einzugsgebietes des Flusses.
Die Abflussmenge schwankt im Lauf des Jahres recht stark. Die höchsten Wasserstände werden in den Monaten Dezember – März gemessen. Ihren Höchststand erreicht die Abflussmenge mit 3,14 m³/s im Februar. Von April an geht die Schüttung zurück und erreicht ihren niedrigsten Stand im August mit 0,66 m³/s, um danach wieder von Monat zu Monat anzusteigen. Der jahresdurchschnittliche Wert beträgt hier 1,84 m³/s
Der  monatliche mittlere Abfluss (MQ) der Lièpvre in m³/s, gemessen  an der hydrologischen Station Lièpvre
Daten aus den Werten der Jahre 1965–2010 berechnet